# Vanessa Spínola
Vanessa Chefer Spínola (ur. 5 marca 1990 w São Paulo) – brazylijska lekkoatletka specjalizująca się w wielobojach.

## Osiągnięcia
- 21. miejsce podczas mistrzostw świata juniorów młodszych (Ostrawa 2007)
- 16. miejsce podczas mistrzostw świata juniorów (Bydgoszcz 2008)
- złoto młodzieżowych mistrzostw Ameryki Południowej (Lima 2008)
- złoto mistrzostw Ameryki Południowej (Lima 2009)
- złoty medal mistrzostw panamerykańskich juniorów (Port-of-Spain 2009)
- 4. miejsce podczas mistrzostw ibero-amerykańskich (San Fernando 2010)
- złoto mistrzostw Ameryki Południowej (Buenos Aires 2011)
- złoto młodzieżowych mistrzostw Ameryki Południowej (São Paulo 2012)
- złoto mistrzostw ibero-amerykańskich (São Paulo 2014)
- brązowy medal igrzysk panamerykańskich (Toronto 2015)
- 26. miejsce podczas mistrzostw świata (Pekin 2015)
- 23. miejsce podczas igrzysk olimpijskich (Rio de Janeiro 2016)
- 27. miejsce podczas mistrzostw świata (Londyn 2017)
- 5. miejsce podczas uniwersjady (Tajpej 2017)
- srebro mistrzostw Ameryki Południowej (Lima 2019)
- 5. miejsce podczas igrzysk panamerykańskich (Lima 2019)
- wielokrotna mistrzyni i rekordzistka kraju

## Rekordy życiowe
- Siedmiobój – 6188 pkt. (2016)
- Pięciobój (hala) – 4292 pkt. (2016) były rekord Ameryki Południowej